# Air New Zealand
Air New Zealand Limited (NZX:AIR Archivado el 3 de enero de 2015 en Wayback Machine., ASX:AIZ) es una aerolínea neozelandesa con base en Auckland. Es la aerolínea nacional de Nueva Zelanda, opera vuelos regulares de pasajeros a 22 destinos nacionales y 26 internacionales en 15 países de Asia, Europa, América del Norte, América del Sur y Oceanía. La aerolínea ha sido miembro de Star Alliance desde 1999.
Air New Zealand se originó en 1947 como Tasman Empire Airways Limited (TEAL), una empresa de hidroaviones que operaba vuelos trans-tasmanos entre Nueva Zelanda y Australia. TEAL llegó a ser de propiedad total del gobierno de Nueva Zelanda en 1965, tras lo cual pasó a llamarse Air New Zealand. La aerolínea sirvió principalmente rutas internacionales hasta 1978 cuando el gobierno la fusionó con New Zealand National Airways Corporation (NAC) orientada en vuelos de cabotaje. Air New Zealand fue privatizada en gran parte en 1989 pero regresó a propiedad estatal mayoritaria en 2001 después de una fallida fusión con la aerolínea australiana Ansett Australia. E 2014 transportó 13,7 millones de pasajeros.
La red de rutas de Air New Zealand se centra en Australasia y el Pacífico Sur, con servicios de larga distancia al este de Asia, América del Norte y el Reino Unido. Fue la última aerolínea en circunnavegar el mundo con sus emblemáticos vuelos NZ1/2 (Heathrow – Los Ángeles – Auckland) y NZ39/38 (Auckland – Hong Kong – Heathrow), el último de los cuales finalizó en marzo de 2013, cuando detuvo los vuelos Hong Kong – Londres, en favor de un acuerdo de código compartido con Cathay Pacific. Su base principal es el aeropuerto de Auckland, situado cerca de Mangere en la parte sur de la zona urbana de Auckland. La aerolínea tiene su sede en un edificio llamado «The Hub», situado a 20 km del aeropuerto de Auckland, en Western Reclamation, en el centro de Auckland.
Air New Zealand actualmente opera una flota internacional de largo recorrido que consiste principalmente en la variante de la familia Boeing 777, complementándolos con aeronaves Boeing 767-300 y Boeing 787-9 Dreamliner. Aeronaves Airbus A320 operan en las rutas internacionales de corto recorrido (es decir, a Australia y las Islas del Pacífico) y en las rutas nacionales. Las filiales regionales, Air Nelson, Eagle Airways, y Mount Cook Airline, operan los servicios domésticos de corto recorrido adicionales en Nueva Zelanda utilizando aviones de turbohélice. Fue galardonada como Aerolínea del Año en 2010 y 2012 por Air Transport World.

## Historia
Air New Zealand empezó su vida como TEAL (Tasman Empire Airways Limited) en 1940, operando Short Empire hidroaviones en rutas trans-tasmánicas. En 1978, la aerolínea local National Airways Corporation (NAC), junto con su subsidiaria Safe Air, se fusionaron con la TEAL para formar Air New Zealand.

## Marca y Estampaciones

### Marca
El 27 de marzo de 2006, Air New Zealand se embarcó en una conversión a una nueva idendidad de marca, incluyendo un nuevo uniforme diseñado por Zambesi, un nuevo logo, un nuevo esquema de colores y un nuevo look en los stand de facturación y salones.
Los nuevos uniformes se caracterizan por tener una paleta de colores que refleja el verde pounamu, el verde azulado y colores pizarra de Nueva Zelanda, el cielo y la tierra (un motivo maorí creado por Derek Lardelli) tejido a partir de lana merina y curvas inspiradas por el koru. 
Un color verde piedra reemplazó el hasta entonces color azul Ola del Pacífico, inspirado por el color del pounamu, la preciada gema encontrada en Nueva Zelanda. El Air New Zealand Koru está estampado en todas las señalizaciones y productos de New Zealand

### Historia de la Estampación
El símbolo maorí en la cola de Air New Zealand es conocido como el koru. Es una representación estilizada de una hoja de un helecho extendiéndose y significa nueva vida, crecimiento y renovación. El koru se utilizaba en las proas de las primeras canoas polinesias que navegaron en el Pacífico entre sus muchas islas.
El koru se aplicó por primera vez en la cola de un avión de Air New Zealand con la llegada del DC-10 en 1973 y ha permanecido desde entonces. La estampación actual de los aviones se adoptó en 1997. El koru también aparece en la bandera de Air New Zealand y ondea en aeropuertos internacionales como el Aeropuerto Internacional de Los Ángeles.
El 21 de marzo de 2006 se reveló el nuevo logo. Este logo fue introducido en toda la publicidad, señalización y estacionamiento, junto con todos los aviones.

### Estampaciones especiales
Una estampación especial caracterizada por una imagen de los miembros de los All Blacks Carl Hoeft, Anton Oliver y Kees Meeuws fue utilizada en el avión que tomaron en la Copa del Mundo de Rugby de 1999.
En 2002 y 2003 Air New Zealand remarcó su posición como «la aerolínea oficial de la Tierra Media» decorando tres aviones con imágenes de El Señor de los Anillos, aplicadas como calcomanías gigantes (aunque la película era tan delgada como un plástico transparente, las calcomanías pesaban más de 60 kg). Las calcomanías representaban a los actores de El Señor de los Anillos contra el fondo de las localizaciones en Nueva Zelanda utilizadas en las películas.

## Controversia

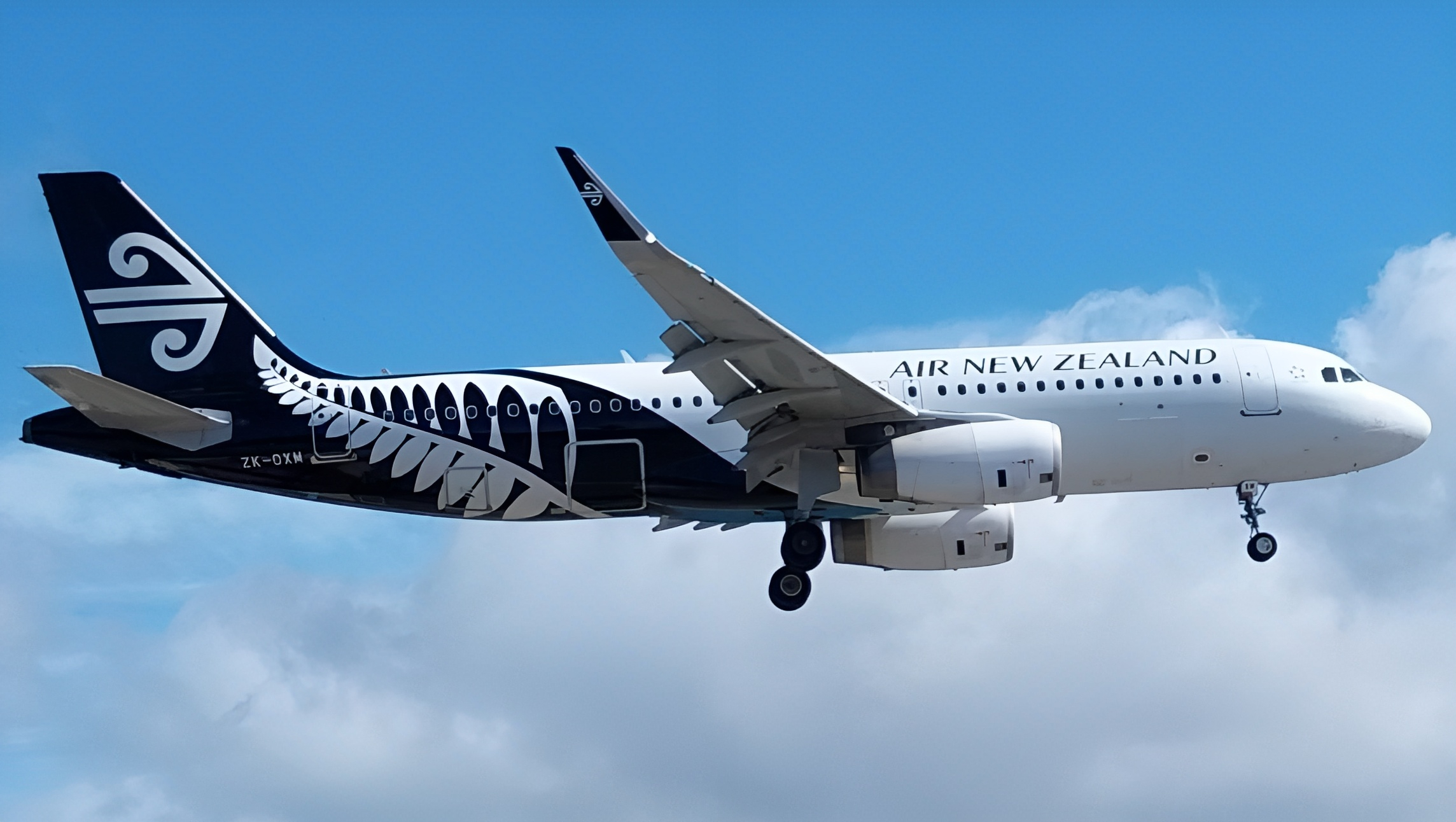
Un Airbus A320 de Air New Zealand.

### Acuerdo de Código Compartido entre Air New Zealand y Qantas
El 12 de abril de 2006 Air New Zealand y Qantas anunciaron que habían firmado un acuerdo de código compartido para sus rutas trans-tasmánicas y presentarían la autorización del Ministro de Transportes de Nueva Zelanda  y la Comisión de Competición y Consumo de Australia . Las aerolíneas mantuvieron que estaban teniendo pérdidas en las rutas tasmánicas debido a que tenían demasiados asientos vacíos y que un código compartido haría a las rutas rentables. Los críticos, particularmente el Aeropuerto Internacional de Wellington  y el Aeropuerto de Melbourne, reclamaron que la compartición de códigos conduciría a la reducción de elecciones de los pasajeros y a unas mayores tarifas y que las aerolíneas estaban explotando un bipolio efectivo en las rutas tasmánicas.
El 15 de noviembre de 2006 la aerolínea anunció que iba a cancelar su aplicación después de un borrador de una decisión de la Comisión Australiana de la Competencia y Consumo de no aprobar el acuerdo de compartición de código.

### Subcontratación de Mantenimiento
El 19 de octubre de 2005 Air New Zealand propuso la subcontratacón de gran parte de su mantenimiento pesado en sus aviones y motores de largo recorrido, que daría como resultado la pérdida de 600 puestos de trabajo, principalmente en Auckland. Air New Zealand dijo que hay proveedores de mantenimiento mayores que pueden proporcionar el trabajo de mantenimiento barato debido a su gran escala. El plan se estimó que ahorraría 100 millones de dólares en cinco años y vino después de intentos de atraer contratos de servicios a otras aerolíneas con aviones de largo recorrido.
Finalmente se aceptó un plan de unión que salvaba algunos puestos de trabajo. El plan incluía cambios de turnos y de pago (muchos de ellos cortes de pagos) que permitiría a unos 300 ingenieros de Auckland mantener sus puestos de trabajo. Sin embargo, unos 200 puestos desaparecerían. (NZ Herald)

### Controversia de Discriminación por Razones de Sexo
En noviembre de 2005, se reveló que Air New Zealand tenía una política de no sentar a pasajeros masculinos adultos cerca de niños sin compañía. Esto condujo a acusaciones de que la aerolínea consideraba a todos los hombres como pedófilos potenciales. La política salió a la luz después de un incidente en 2004 cuando a Mark Wolsay, que estaba sentado al lado de un joven en un vuelo de Qantas en Nueva Zelanda, se le pidió cambiar el asiento con un pasajero femenino. Un ayudante le informó que «era una política de la aerolínea que sólo las mujeres pudieran sentarse al lado de niños sin compañía» y Air New Zealand admitió tener la misma política que Qantas.
Mr Wolsay, un jefe de barcos, alegó que sentía que era una política "totalmente discriminatoria" y el New Zealand Herald sugirió a la aerolínea que la implicación de la política era que "consideraba a los pasajeros hombres peligrosos para los niños". El Partido Verde de Aotearoa Nueva Zelanda denunció que la política era discriminatoria e informó del caso al Comisionado de los Derechos Humanos.

## Servicios

### Nuevo producto de larga distancia
El 28 de junio de 2004, Air New Zealand lanzó algunos de los detalles sobre su nuevo producto de larga distancia, que ayudará a la aerolínea a dar la vuelta a la rentabilidad de sus servicios internacionales. Cada asiento de su flota de Boeing 747 y de su Boeing 777 se remodelará con unos asientos más cómodos equipados con una pantalla personal LCD conectada a un sistema de audio y video bajo demanda que permitía a los pasajeros reproducir, pausar, parar, y rebobinar medios audiovisuales bajo demanda, igual que usuarios hacen con los DVD y CD en su casa. La Primera Clase sería eliminada, la cabina de la clase business se actualizaría para que sus asientos se conviertan en camas de unos 2 metros de largo y se instaló una nueva sección de economía premium.
En la Pacific Class (Económica) se instaló una nueva generación de asientos que proporcionan más espacio en la cabina principal. Los asientos tienen un borde flexible en la base del asiento para proporcionar un mayor espacio para las piernas cuando se reclinen los asientos y el equipo de entretenimiento se monta debajo del asiento para dejar más espacio disponible al pasajero. Según Air New Zealand, cada asiento en la cabina principal tendrá un sistema de LCD personal de 8.4" enganchado al sistema.
Pacific Premium Class (Economía Premium), es un nuevo concepto de Air New Zealand, que será la única aerolínea en ofrecer el producto en Nueva Zelanda. Loa asientos de Clase Premium están en una cabina dedicada, que comparte los lavabos con la cabina de Clase Business. La clase tiene la misma disposición de iluminación, selección de vinos y electricidad en los asientos para dispositivos electrónicos así como portátiles que la cabina de Clase Business. Los asientos son más amplios que en la Clase Pacífico, con más espacio para las piernas. Se ha anunciado un relanzamiento de este producto por parte de Air New Zealand. Debido a la alta demanda y la buena acogida de los clientes desde su lanzamiento inaugural el año anterior, Air New Zealand ha decidido incorporar más servicios Business Premier a la cabina. Estas mejoras incluyen kits de divertimento de Living Nature y mejoras en las cenas.
En la nueva Business Premier Class (Clase business), la cabina introducirá un asiento que se convierte en una cama, la única verdadera cama en vuelos de Clase Business que vuelan desde o hasta Nueva Zelanda. Los asientos son configurados con una configuración en espiga, en la que cada asiento tiene un acceso directo aislado. El asiento es una variación del asiento de Clase Superior de Virgin Atlantic Airways, al que se pagó para una licencia de utilización estos asientos. Air Canada ha ordenado asientos similares para una mejora de su Clase Business. Otra aerolínea que también está utilizando este concepto de Clase Business es Cathay Pacific. Es debido a la extensión de los próximos años y probará la competitividad de Air New Zealand especialmente en la recientemente formada vía Auckland–Londres y la Ruta Hong Kong. Sin embargo, Cathay Pacific no ha declarado en qué ruta volará con su nueva Clase Business.

### Servicios de larga distancia

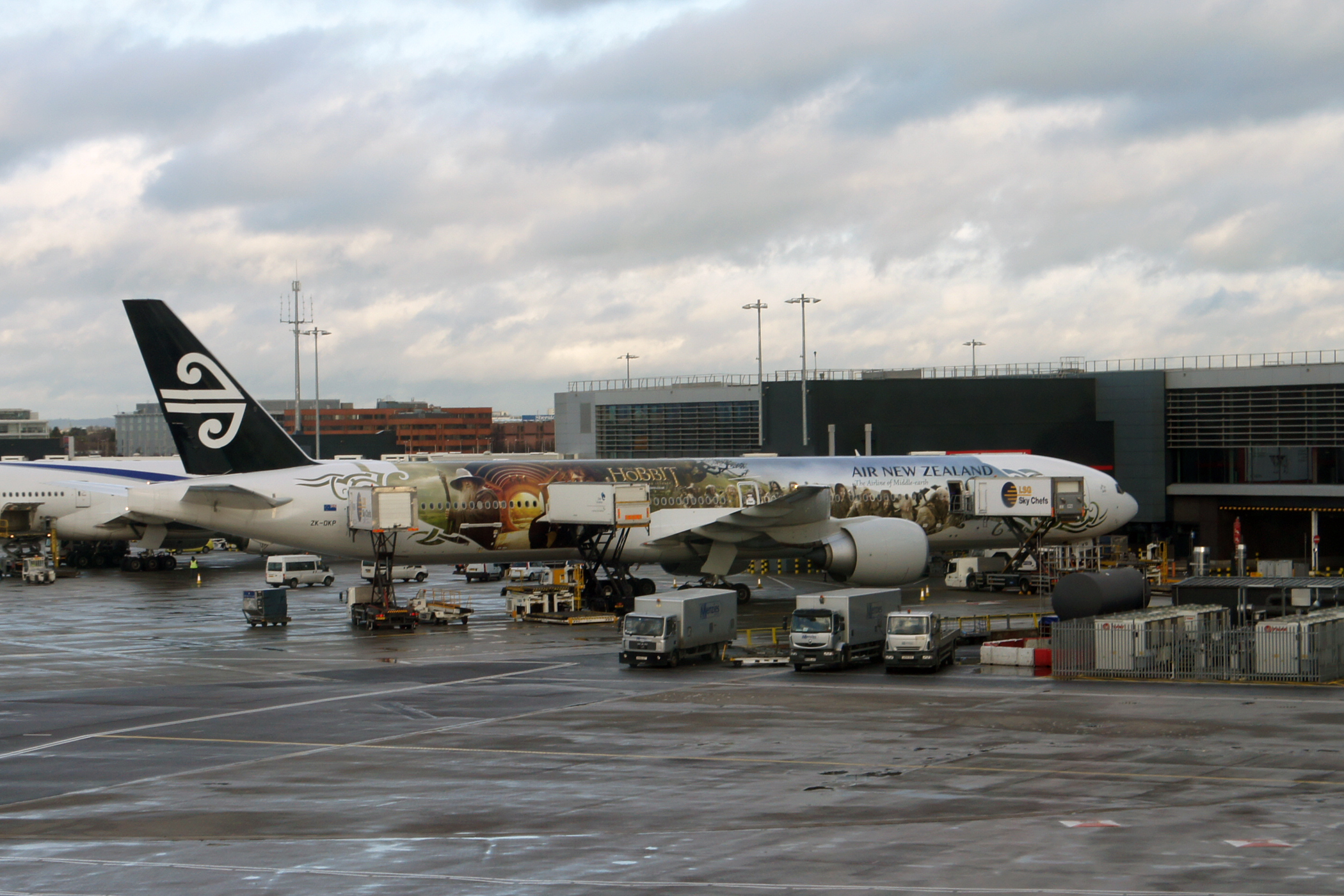
Boeing 777-300 de Air New Zealand con la librea «La aerolínea de la Tierra Media» en el Aeropuerto de Londres-Heathrow usado para promover la película El hobbit: un viaje inesperado.

#### Situación actual
El remodelado Boeing 747-400 realiza el servicio de vuelo sin escalas diario Auckland–Los Ángeles (NZ5/6) y los vuelos Auckland-Aeropuerto de Londres-Heathrow vía Hong Kong (NZ38/39). Originariamente fueron introducidos en servicios entre Auckland-San Francisco (NZ7/8).
Los Boeing 777-200ER se utilizan en la ruta Auckland-Londres Heathrow vía Los Ángeles (NZ1/2) durante los periodos de valle, utilizándose el 747 durante los periodos de punta. Los 777 también se utilizan en todos los vuelos de las rutas Auckland-Osaka (NZ97/98), Auckland-San Francisco (NZ7/8), Auckland-Tokio (NZ90/99), Auckland-Shanghái y Auckland-Adelaida y para algunos de las rutas Auckland-Melbourne, Auckland-Sídney y Auckland-Brisbane. Previamente se utilizaron en la ruta diaria Auckland-Singapur hasta que fue terminada.
Air New Zealand ha operado un puente aéreo internacional entre Christchurch y Auckland desde el 30 de octubre de 2006. Este puente aéreo es para pasajeros desde Christchurch conectando con vuelos de larga distancia partiendo de Auckland. Este Boeing 737 utiliza los terminales internacionales, con pasajeros compensando clientes en Christchurch. Esto elimina la necesidad del tiempo de transferencia entre las terminales Nacional e Internacional en Auckland. Este puente aéreo conecta con vuelos a Apia, Hong Kong, Londres Heathrow, Los Ángeles, Perth, Tonga y San Francisco.

#### Planes futuros
- Air New Zealand experimentará una cabina superior en sus Boeing 767 y Airbus A320. La razón principal es actualizar todos sus aviones internacionales de tal manera que todos los asientos están equipados con sistemas de entretenimiento personales.
- En noviembre de 2007 se introducirá un nuevo servicio sin paradas entre Auckland y Vancouver utilizando aviones 777-200ER.  Archivado el 29 de septiembre de 2007 en Wayback Machine.
- La entrega de cuatro 777-300ER tendrá lugar alrededor de 2011. Air New Zealand también tiene opciones sobre tres o más de estos aviones. Estas reemplazarán los aviones en las rutas actualmente operadas por aviones 747.[17]
- La entrega de cuatro Boeing 787-9 tendrá lugar entre 2011 y 2013. El CEO ha sugerido los posibles nuevos destinos en África, India, América y Asia, que ahora son posibles debido al largo recorrido del 787-9.

### Salones Koru Club
El Koru Club es el nombre para la red de salones de Air New Zealand en Nueva Zelanda y alrededor del mundo.

## Filiales
Air New Zealand es propietaria al completo de cuatro aerolíneas filiales, tres aerolíneas regionales completamente integradas (Air Nelson, Eagle Airways y Mount Cook Airline) sirviendo a destinos secundarios en Nueva Zelanda y Freedom Air, una compañía internacional de bajo coste que vuela entre Nueva Zelanda y el Este de Australia y Fiyi.
Air Nelson tiene su base en Nelson operando Saab Saab 340A y el recientlemente adquirido Q300. Los trasbordos se realizan en la serie NZ8000.
Eagle Airways tiene su base en Hamilton, operando aviones Beechcraft 1900D. Los trasbordos se realizan en la serie NZ2000.
Mount Cook Airline tiene su base en Christchurch, operando el 66-asientos ATR 72-500 turbo-propulsado. Los trasbordos se realizan en la serie NZ5000.

### Zeal320
Para ayudar a combatir el incremento de los costes del trabajo Air New Zealand ha combinado sus vuelos del A320, que opera servicios trans-Tasmánicos, mediante el Operador Aéreo Certificado de Zeal320, una filial de completa propiedad. El 31 de julio de 2006 los vuelos fueron renumerados a la serie NZ700-999. Los pasajeros continúan viajando en un avión marca Air New Zealand y reciben los servicios de Air New Zealand.

## Aeropuntos
Los aeropuntos es el programa de Vuelos Frecuentes de Air New Zealand. Los miembros ganan Airpoints Dollars™, que pueden canjear por el valor nominal en cualquier tarifa de cada billete emitido y cada vuelo operado por Air New Zealand.

## Destinos
Air New Zealand y sus filiales vuelan a 22 destinos nacionales y 28 destinos internacionales en 16 países y territorios de toda Asia, Europa, América del Sur, América del Norte y Oceanía. La aerolínea sirve sólo cinco de los destinos nacionales; las subsidiarias sirven los 17 destinos restantes.
Air New Zealand opera cinco rutas quinta libertad, siendo el más notable el servicio diario de Los Ángeles – Londres-Heathrow, operativo como una extensión de uno de sus servicios de dos veces al día Auckland – Los Ángeles. La aerolínea opera vuelos semanales desde Rarotonga a Sídney y Los Ángeles, además de los vuelos de conexión a través de Auckland. En 2012 –después de conseguir un contrato del gobierno australiano– Air New Zealand inició servicios dos veces por semana desde Sídney y Brisbane a la Isla Norfolk en sus aviones A320, complementando sus servicios directos existentes de Auckland. La aerolínea también sirve ocho destinos chárter de verano en Japón.
Los servicios Auckland-Bali se iniciaron en junio de 2012 de manera estacional con un 767-300, los primeros servicios desde los atentados de 2002. Como parte de su «expansión» de servicios a China, la aerolínea finalizó su servicio a Pekín en 2012 y consolidó sus servicios a Shanghái donde ahora vuela diariamente. A partir del 5 de octubre de 2013, Air New Zealand comenzó sus servicios de vuelos chárter a la Antártida, en el estrecho de McMurdo.
En enero de 2014, Air New Zealand anunció que relanzaría una ruta Auckland-Singapur después de una ausencia de nueve años, operando un servicio de ida y vuelta diarios utilizando un Boeing 777-200ER.
El 12 de diciembre de 2014, Air New Zealand anunció una nueva ruta desde Auckland a Buenos Aires (Argentina) la cual comenzó el 2 de diciembre de 2015, operando tres servicios de ida y vuelta por semana utilizando el Boeing 777-200ER.  Esta es la primera ruta a Argentina de la aerolínea en sus 75 años de historia.
En marzo de 2018, Air New Zealand anunció el lanzamiento de un nuevo servicio sin escalas desde Auckland a Chicago, el cual será operado tres veces por semana durante todo el año a partir del 30 de noviembre, con su nueva configuración del avión Boeing 787-9 Dreamliner. La distancia directa a Chicago es de 13 200 km y el tiempo de vuelo será de aproximadamente 15 horas hacia el norte. Este será el vuelo directo más largo de la aerolínea.

### Acuerdos de código compartido
Air New Zealand tiene acuerdos de código compartido con las siguientes aerolíneas:
| - Aerolíneas Argentinas - Air Canada - Air China - Asiana Airlines - Aircalin | - Air Rarotonga - Air Tahiti Nui - Air Vanuatu - All Nippon Airways - Cathay Pacific | - Etihad Airways - Fiji Airways - Lufthansa - Singapore Airlines - South African Airways | - Thai Airways International - Turkish Airlines - United Airlines - Virgin Atlantic Airways - Virgin Australia |

## Flota

### Flota Actual
La flota de Air New Zealand consiste de los siguientes aviones dentro de su flota. 
Las filiales de Air New Zealand operaban aviones turbohélice en servicios domésticos regionales. Utilizaban dos tipos de aeronaves, cada una perteneciente a una única subsidiaria. Mount Cook Airline opera 26 ATR 72 entre las principales ciudades y pueblos. Air Nelson operaba 23 Bombardier Q300 en otras rutas junto con Mount Cook Airline, incluyendo a algunos centros más pequeños. Ambas aerolíneas fueron fusionadas con Air New Zealand en el año 2019.

## Accidentes e incidentes
A junio de 2010, Air New Zealand y sus filiales han participado en más de diez accidentes e incidentes, incluidos 5 accidentes con pérdida de casco.
- El 4 de julio de 1966, un Douglas DC-8 de Air New Zealand en un vuelo de entrenamiento se estrelló en la pista poco después de despegar, matando a dos de los cinco tripulantes.[38][39]
- El 22 de diciembre de 1978 un pequeño Cessna 188 se perdió en el Pacífico, el vuelo 103 de Air New Zealand ayudó en su búsqueda encontrándolo con éxito utilizando un método de navegación técnica con la ayuda de una plataforma petrolera bajo remolque. El capitán posteriormente lanzó un chorro fino de combustible por el tubo del depósito de combustible del DC-10 creando una estela de vapor de diez millas largo para que la avioneta siguiera en dirección de la isla de Norfolk.
- El 17 de febrero de 1979 un Fokker Friendship de Air New Zealand se estrelló en Manukau Harbour mientras hacía la aproximación final. Uno de los tripulantes y un funcionario de la compañía murieron.[40]
- El 28 de noviembre de 1979, el vuelo 901 de Air New Zealand, un vuelo panorámico sobre la Antártida operado por un McDonnell Douglas DC-10-30, chocó con el monte Erebus en la isla de Ross, matando a las 257 personas a bordo. Un cambio sin previo aviso en las coordenadas de la trayectoria de vuelo por la división de navegación de la aerolínea la mañana del accidente, combinado con el clima y condiciones antárticas únicas, se tradujo en que el avión se estrellara en el monte Erebus, cuando la tripulación de vuelo pensó que estaban volando por el estrecho de McMurdo. El accidente y la posterior investigación resultaron en cambios importantes en la gestión de Air New Zealand.
- El 19 de mayo de 1987, durante el primero de los golpes de estado en Fiyi de ese año, el vuelo 24 de Air New Zealand, que volaba de Tokio-Narita a Auckland a través de Nadi, fue secuestrado en el Aeropuerto Internacional de Nadi. Un repostador entró en la cabina del Boeing 747-200 y mantuvo como rehenes al capitán, al primer oficial y al ingeniero de vuelo durante seis horas, antes de que el ingeniero de vuelo lograra distraer al secuestrador y golpearlo en la cabeza con una botella de whisky. Todos los 105 pasajeros y 24 tripulantes (incluyendo los tres rehenes) a bordo resultaron ilesos. Posteriormente, Air New Zealand suspendió todos sus servicios para/ y a través de Nadi durante siete meses.[41]
- El 30 de agosto de 2002, el vuelo 2 de Air New Zealand, operado por un Boeing 747-400 desde Auckland a Londres-Heathrow vía Los Ángeles, perdió una sección de dos metros del borde posterior del flap interno derecho justo después del despegue. Descartando las protuberancias como estela turbulenta, la tripulación sólo se dio cuenta de que el flap faltaba 12 horas más tarde en la aproximación a Los Ángeles. El avión aterrizó sin problemas y sin heridos. La separación fue causada por una fractura debido la fatiga de uno de los eslabones que unen el flap al ala.[42]
- El 8 de febrero de 2008, una mujer intentó secuestrar el vuelo 2279 de Air New Zealand de Blenheim a Christchurch. La mujer amenazó al personal de Air New Zealand, afirmando que tenía una bomba a bordo. Ambos pilotos y un pasajero sufrieron heridas de arma blanca. El avión aterrizó sin problemas y la mujer fue detenida. No hubo heridos para los otros pasajeros a bordo.[43][44]